# Ланы (Ивано-Франковская область)
Ланы — село в Дубовецкой сельской общине Ивано-Франковского района Ивано-Франковской области Украины.